# Symphonie no 102 de Joseph Haydn
La Symphonie no 102 en si bémol majeur, Hob. I: 102, de Joseph Haydn a été composée en 1795 lors de son deuxième voyage à Londres. La création eut lieu à Londres le 2 février 1795.
La forme de cette symphonie est celle de la symphonie classique en quatre mouvements.
C'est lors de la création de cette symphonie que se produisit la chute d'un chandelier sans qu'aucun auditeur ne soit blessé. Les commentateurs successifs ont attribué cet incident à la première de la symphonie no 96 qui en a gagné à tort le surnom de Miracle. Roland de Candé considère cette symphonie comme l'« une des deux ou trois plus belles et plus parfaites de Haydn. »

## Effectif musical
L'orchestre est composé de :
| Instrumentation de la symphonie no 102                                 |
| Cordes                                                                 |
| Premiers violons, seconds violons, altos, violoncelles et contrebasses |
| Bois                                                                   |
| 2 flûtes, 2 hautbois, 2 bassons                                        |
| Cuivres                                                                |
| 2 cors, 2 trompettes                                                   |
| Percussions                                                            |
| timbales                                                               |

Lors de la création Joseph Haydn dirige l'orchestre au pianoforte.

## Analyse de l'œuvre

### Largo – Vivace
- Largo (22 mesures) – Vivace, en si bémol majeur, à , section répétée deux fois : mesures 23 à 111, 312 mesures

L'introduction lente marquée Largo, est suivi d'un Vivace de forme sonate bithématique, « très beethovénien ». Après un développement des deux thèmes traité dramatiquement, la réexposition survient après un roulement de timbales.
Introduction du Largo :
La lecture audio n'est pas prise en charge dans votre navigateur. Vous pouvez télécharger le fichier audio.
Introduction du Vivace :
La lecture audio n'est pas prise en charge dans votre navigateur. Vous pouvez télécharger le fichier audio.
Second thème (mesure 80)
La lecture audio n'est pas prise en charge dans votre navigateur. Vous pouvez télécharger le fichier audio.

### Adagio
- Adagio, en fa majeur, à 
, 60 mesures

L'Adagio en fa majeur utilise le violoncelle solo. L'exposition comprend une reprise obligée qui se distingue par une ornementation et une orchestration différentes. Le développement, la réexposition et la coda sont concentrés sur moins de la moitié du mouvement. À noter dans la coda l'effet produit par un accord tutti prolongé par la trompette à découvert. Ce mouvement se retrouve dans le Trio avec piano no 40 (Hob. XV.26) transposé en fa-dièse majeur, mais sans la reprise obligée.
Introduction de l'Adagio :
La lecture audio n'est pas prise en charge dans votre navigateur. Vous pouvez télécharger le fichier audio.

### Menuet (Allegro – trio)
- Menuetto Allegro, en si bémol majeur, à

Au menuet marqué Allegro s'oppose un Trio au parfum slave.
Première reprise du Menuetto Allegro :
La lecture audio n'est pas prise en charge dans votre navigateur. Vous pouvez télécharger le fichier audio.
Première reprise du Trio :
La lecture audio n'est pas prise en charge dans votre navigateur. Vous pouvez télécharger le fichier audio.

### Presto
- Presto, en si bémol majeur, à 
, sections répétées deux fois : mesures 1 à 12, mesures 13 à 38, 313 mesures

Le Presto est de forme rondo-sonate. Il y a trois couplets dont le second en mineur. « Beethoven semble s'être souvenu de ce finale dans celui de sa Quatrième symphonie. »
Première reprise du Presto :
La lecture audio n'est pas prise en charge dans votre navigateur. Vous pouvez télécharger le fichier audio.